# آيت امعي 2 (أكلموس)
آيت امعي 2 هي إحدى مشيخات المملكة المغربية، تتبع جغرافيا لإقليم خنيفرة وإداريًا لأكلموس. يقدر عدد سكانها بـ 2395 نسمة حسب الإحصاء الرسمي للسكان والسكنى لسنة 2004.